# Maria Brink
Maria Brink (ur. 17 grudnia 1977 w Albany w stanie Nowy Jork) – amerykańska kompozytorka, wokalistka i autorka tekstów. Maria Brink znana jest przede wszystkim z występów w zespole metalu alternatywnego In This Moment. Do 2014 roku nagrała wraz z zespołem sześć albumów studyjnych Beautiful Tragedy (2007), The Dream (2008), A Star-Crossed Wasteland (2010), Blood (2012), Black Widow (2014) oraz Ritual (2017). Gościła także na płytach takich wykonawców jak: Halestorm, Five Finger Death Punch, Papa Roach, Red Dragon Cartel oraz Motionless in White.
Ma syna Daviona, którego urodziła jako nastolatka.

## Dyskografia
| Tytuł                                                                                       | Rok  | Uwagi                                              | Źródło |
| ------------------------------------------------------------------------------------------- | ---- | -------------------------------------------------- | ------ |
| Halestorm – The Strange Case Of...                                                          | 2012 | gościnnie śpiew w utworze "Here's To Us"           | [ 3 ]  |
| Five Finger Death Punch – The Wrong Side Of Heaven And The Righteous Side Of Hell, Volume 1 | 2013 | gościnnie śpiew w utworze "Anywhere But Here"      | [ 4 ]  |
| Red Dragon Cartel – Red Dragon Cartel                                                       | 2014 | gościnnie śpiew w utworze "Big Mouth"              | [ 5 ]  |
| Motionless In White – Reincarnate                                                           | 2014 | gościnnie śpiew w utworze "Contemptress"           | [ 6 ]  |
| Papa Roach – F.E.A.R.                                                                       | 2015 | gościnnie śpiew w utworze "Gravity"                | [ 7 ]  |
| P.O.D. – The Awakening                                                                      | 2015 | gościnnie śpiew w utworze "Criminal Conversations" | [ 8 ]  |

## Nagrody i wyróżnienia
| Rok  | Kategoria                 | Tytułem     | Nagroda                     | Nota | Źródło |
| ---- | ------------------------- | ----------- | --------------------------- | ---- | ------ |
| 2010 | Hottest Chick(s) in Metal | Maria Brink | Revolver Golden Gods Awards | Laur | [ 9 ]  |
| 2014 | Rock Goddess of 2013      | Maria Brink | Loudwire Music Awards       | Laur | [ 10 ] |
| 2016 | Rock Goddess of 2015      | Maria Brink | Loudwire Music Awards       | Laur | [ 11 ] |